# Celesty
I Celesty sono stati una band melodic power metal nata nel 1998 a Seinäjoki, Finlandia

## Storia del gruppo
Precedentemente noti come "Celesti", si sono formati su idea del batterista Jere Luokkamäki.
Nel 1999 Tapani Kangas entra nel gruppo nelle vesti di chitarrista e la band entra in studio per la registrazione del primo demo, a cui seguì però il licenziamento del cantante Tommi Riotola.
Nell'anno 2000 Kangas e Katajamäki si arruolarono con l'esercito e Luokkamäki rimane l'unico componente del gruppo.
A primavera del 2000 entra nella band il chitarrista Juha-Pekka Alanen e alla fine dello stesso anno viene pubblicato il secondo demo intitolato Warrior of Ice, grazie al quale cominciarono ad avere una buona reputazione, soprattutto in Finlandia e nei paesi nordici.
Nel 2001 viene trovato un nuovo tastierista in Juha Mäenpää. Dopo un paio di concerti assieme ai Sonata Arctica, ed alcuni piccoli concerti in Finlandia, a marzo del 2002 la band entra nuovamente in studio per la registrazione del terzo demo Time Before the Ice con il quale i Celesty sfondano definitivamente nei mercati Finlandesi.
Dopo la stipulazione di un contratto con la Arise Records nella primavera del 2002, il gruppo entra nei "Fantom Studios" per la registrazione del loro album di debutto. Durante queste sessioni di registrazione.
Dopo l'album Vendetta il cantante Antti Railio lascia la band e viene sostituito dal fratello di 
Tarja Turunen (ex dei Nightwish), Tony Turunen, e iniziano la registrazione del nuovo album. Durante le registrazioni del nuovo album la band decide di ritirarsi salutando i fan attraverso il loro sito internet.

## Formazione
- Tony Turunen - voce (2010 -)
- Tapani Kangas - chitarra (1999 -)
- Teemu Koskela - chitarra (2005 -)
- Ari Katajamäki - basso (1999 -)
- Jere Luokkamäki - batteria (1998 -)
- Juha Mäenpää - tastiere (2001 -)

### Ex componenti
- Antti Railio - voce (2004 -2009)
- Tommi Ritola - voce (1998 - 1999)
- Kimmo Perämäki - voce (2000 - 2004)
- Marika Kleemola - tastiere (1998 - 1999)
- Timo Lepistö - chitarra (1998 - 1999)
- Jari Lehtola - chitarra (1999 - 1999)
- Juha-Pekka Alanen - chitarra (2000 - 2005)

## Discografia

### Album in studio
- 1999 - 1999 Demo Demo
- 2001 - Warrior of Ice Demo
- 2002 - Times Before the Ice Demo
- 2002 - Reign of Elements
- 2004 - Legacy of Hate
- 2006 - Mortal Mind Creation
- 2009 - Vendetta

### Demo
- 1999 - 1999 Demo
- 2001 - Warrior of Ice
- 2002 - Times Before the Ice